# 雨花新村街道
雨花新村街道是中华人民共和国江苏省南京市雨花台区一个已撤销的街道办事处，2012年7月2日，南京市人民政府批复同意撤销雨花新村街道，将雨花南路以北的原雨花新村街道辖区范围（含普德村、共青团路、能仁里、雨花台、凤凰山、云台山、吉山、青龙山8个居委会）划入宁南街道办事处；将雨花南路以南与花神大道交汇处西南侧的望江矶3栋居民楼划入赛虹桥街道办事处。